# 손용상
손용상(1946년 1월 12일 ~ 2024년 1월 9일)은 대한민국의 소설가이다.

## 학력
- 경동고등학교
- 고려대학교 (사회학 / 학사)

## 경력
- 한솔문학 대표

## 생애
그는 경남 밀양(密陽) 출생이다. 1964년 경동고교(京東高校) 졸업, 1966년 고려대학(高麗大學) 사회학과 졸업. 1973년 조선일보에 단편 소설 <방생>이 당선돼 등단했다. 이후 미국 텍사스주 댈러스에서 거주하며 미주문학상, 고원문학상, 재외동포문학상, 해외한국소설문학상 등을 수상했다. 또 2019년 6월 한국 본토 문학과 해외동포 문학을 연결하는 반년간 문예지 <한솔문학>을 발행했다.

### 사망
미국 텍사스주 댈러스의 병원에서 2024년 1월 9일 사망했다.